# Kohoutovická vrchovina
Kohoutovická vrchovina je geomorfologický okrsek na jižní Moravě, v oblasti města Brna. Je součástí podcelku Lipovské vrchoviny, která je částí Bobravské vrchoviny.
Vrchovina je tvořena žulami, granodiority a diority brněnského masivu, které jsou pokryté spodnodevonskými pískovci a slepenci a miocenními a čtvrtohorními sedimenty. Nejvyšším bodem je Kohoutovická Baba (415 m n. m.). Napříč severním výběžkem Kohoutovické vrchoviny vytváří mezi Holednou a Komínskou Chocholou řeka Svratka průlomové údolí, jejíž údolní tok také tvoří východní hranici území. Ze západu je vrchovina vymezena Údolím oddechu s potokem Vrbovcem. Ve střední části vrchoviny teče Kohoutovický potok, v jižní části potom Leskava.
Území Kohoutovické vrchoviny je z velké části urbanizováno městem Brnem, střední část vrchoviny je však zalesněna (obora Holedná a další lesy). K významným maloplošným chráněným územím patří národní přírodní památka Červený kopec a přírodní rezervace Kamenný vrch. Po jižním okraji vrchoviny vede dálnice D1 a v severojižním směru jí prochází také Pisárecká radiála.